# Jah Division
Jah Division (ros. Джа Дивижн) – rosyjska grupa reggae, powstała w 1989 roku z inicjatywy Saszy Delfina i charyzmatycznego wokalisty Gerberta Moralesa – syna rosyjskiej arystokratki i kubańskiego partyzanta, który zginął w Boliwii walcząc u boku Che Guevary.
Przez cały okres istnienia Jah Division przez szeregi tego ruchu przewinęło się około 100 osób zafascynowanych muzyką reggae oraz kulturą rasta. Z biegiem czasu grupa zaczęła zyskiwać w Rosji coraz większą popularność, czego efektem były częste trasy koncertowe. Teledysk do piosenki „Cubana” został uznany przez rosyjskie MTV za najbardziej kontrowersyjny wideoklip w roku 1994.

## Dyskografia
- Cubana (Кубана) (nagrania archiwalne z lat 1992–1993) (2000)
- День Независимости. Пассионарии Джа (2003)
- Recycled (2003)
- День рождения (zapis koncertu z 2004 roku, 2004)
- Лучшее/The best of Jah Division (składanka) (2004)